# 이동건 (컬링인)
이동건(1979년 9월 10일~)은 대한민국의 컬링 선수 출신 컬링 지도자이다.